# Uloborus minutus
Uloborus minutus là một loài nhện trong họ Uloboridae.
Loài này thuộc chi Uloborus. Uloborus minutus được Cândido Firmino de Mello-Leitão miêu tả năm 1915.